# The Resurrection of Broncho Billy
The Resurrection of Broncho Billy é um filme de drama em curta-metragem estadunidense de 1970 dirigido e escrito por James Rokos. Venceu o Oscar de melhor curta-metragem em live action na edição de 1971.

## Elenco
- Johnny Crawford
- Kristin Nelson